# Bonetasea
Bonetasea is een bestuurslaag in het regentschap Belu van de provincie Oost-Nusa Tenggara, Indonesië. Bonetasea telt 763 inwoners (volkstelling 2010).